# Downingia concolor
Downingia concolor är en klockväxtart som beskrevs av Edward Lee Greene. Downingia concolor ingår i släktet Downingia och familjen klockväxter.

## Underarter
Arten delas in i följande underarter:
- D. c. brevior
- D. c. concolor

## Bildgalleri

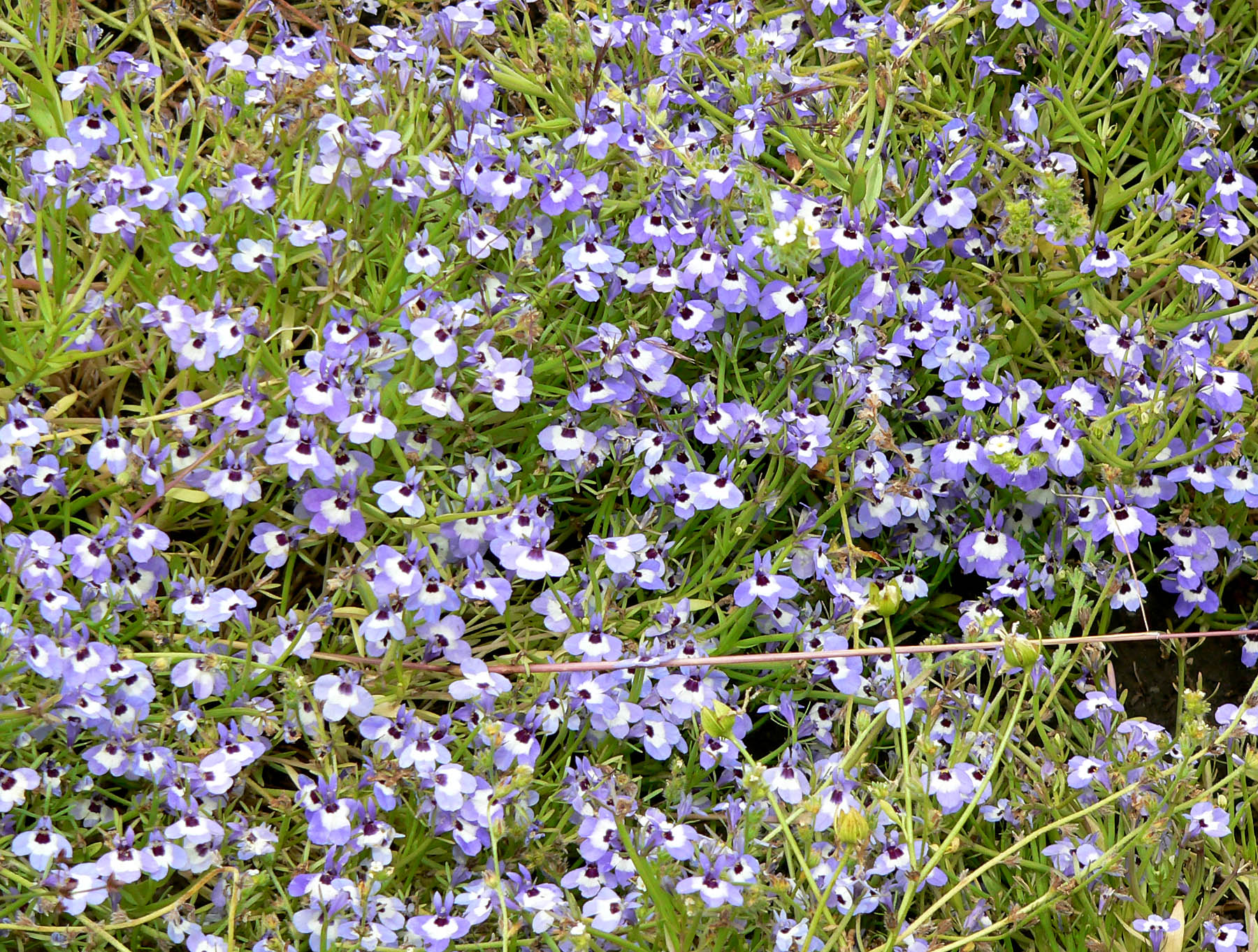